# فيلي لامبي
فيلي لامبي (بالفنلندية: Veli Lampi)‏ (مواليد 18 يوليو 1984 في سينايوكي) لاعب كرة قدم فنلندي دولي يجيد اللعب في خط الهجوم . يلعب حاليا لصالح نادي فيلم تو تيلبورغ الهولندي منذ 2010 .

## روابط خارجية
- فيلي لامبي على موقع الاتحاد الدولي (مؤرشف)  (الإنجليزية)
- فيلي لامبي على موقع الاتحاد الأوربي (الإنجليزية)
- فيلي لامبي على موقع اتحاد أوكرانيا (الإنجليزية)
- فيلي لامبي على موقع إي إس بي إن إف سي (الإنجليزية)
- فيلي لامبي على موقع قاعدة بيانات كرة القدم.إي يو (الإنجليزية)
- فيلي لامبي على موقع بيانات كرة القدم. دي إي (الألمانية)
- فيلي لامبي على موقع ناشيونال فوتبول تيمز (الإنجليزية)
- فيلي لامبي على موقع Soccerbase.com (لاعب) (الإنجليزية)
- فيلي لامبي على موقع Soccerway.com (الإنجليزية)
- فيلي لامبي على موقع عالم كرة القدم.نت (الإنجليزية)